# Лётчик-космонавт Казахстана
«Лётчик-космонавт Казахстана» (каз. Қазақстанның ғарышкер-ұшқышы) — почётное звание, установленное на основании Закона Республики Казахстан от 1 апреля 1993 г. № 2069—XII «О государственных наградах Республики Казахстан». Присваивается лётчикам, успешно осуществившим заданную программу космического полёта, образцово выполнившим поставленные перед ними научно-технические, исследовательские и практические задачи.
Лётчики-космонавты Казахстана:
1. Токтар Аубакиров — 15.10.1994;
2. Талгат Мусабаев — 12.01.1995;
3. Юрий Маленченко — 12.01.1995[2];
4. Айдын Аимбетов — 14.10.2015.